# 新宮山彦ぐるーぷ
新宮山彦ぐるーぷ（しんぐうやまびこぐるーぷ）は和歌山県新宮市を拠点とする山岳団体。吉野・熊野を結ぶ修験の修行の道、大峯奥駈道南部（南奥駈道）の再興と整備・保全の活動で知られる。

## 南奥駈道の再興
新宮山彦ぐるーぷは、1981年（昭和49年）に新宮市で山歩きの会として結成された。活動の過程で、田辺市を拠点とする登山グループ・奥駈葉衣会との交流をもった。奥駈葉衣会は、大峯奥駈道南部の再興を活動目標としており、1980年（昭和55年）には持経宿に山小屋を完成させていた。しかし、会の中心人物であり、みずからも行者であった前田勇一の没後、会は自然消滅し、南奥駈道の再興活動も中途にして挫折するかに思われた。新宮山彦ぐるーぷは奥駈葉衣会の活動を引き継ぐ形で南奥駈道の再興活動に着手、1984年（昭和59年）から活動を開始した。
大峯奥駈道は修験道の修行の道として、古来多くの行者が往来した道であった。しかし、江戸時代における紀州藩の宗教政策や明治の修験道禁止令のために修験道の活動、とりわけ厳しい山岳を辿る修行は低調となった。なかでも南奥駈道は、水場に乏しいこともあり早い時期に歩かれなくなった。また、そうした水場の乏しさのために、新たに登山コースとしての性格を帯びて生き延びた奥駈道の北部とは対照的に、荒廃し忘れ去られた道となっていた。
そのため、最初の3年間の活動は何メートルもの高さに生い茂ったクマザサを刈り払う活動に充てられることになった"。刈り払いに続いて同会が取り組んだのは山小屋の整備であった。奥駈葉衣会が建設した持経宿山小屋の再建に続き、行仙宿（1990年）・平治宿（1991年）に山小屋を建設した。これらの山小屋の建設に際して、1000万円を越える建設費用は新宮山彦ぐるーぷのメンバーが、個人から三井寺・聖護院・大峯山寺・金峯山寺といった修験寺院までを含む各所から募金を募る形で集めただけでなく、敷地造成も会のメンバーのみによって行われた。さらに同会は、山小屋周辺の水場の整備など、下北山村・十津川村の行政当局や民間企業によるヘリコプター輸送などの協力をも得ながら、メンバーの手で完成させた。2002年（平成14年）から2003年（平成15年）にかけては、大峯奥駈道の世界遺産登録に向けた和歌山県・奈良県・三重県ほか地元自治体の事業に協力する形で、山小屋の管理棟の建設も実施したが、その際の資金の大半もやはり会のメンバーによって調達されたものだった。このようにして、同会によって整備された道は、太古の辻（三重県下北山村）から熊野本宮大社（和歌山県田辺市本宮町）まで、45キロメートルに達する。
大峯奥駈道を含む世界遺産「紀伊山地の霊場と参詣道」の登録（2004年7月）に向けて、大峯山北部の老朽化した避難小屋が次々と新築されたが、これらは国や県の事業によるものであった。それに対し、南奥駈道の整備では、登山道の整備から山小屋の建設・改修・管理まで、新宮山彦ぐるーぷの手によるものであり、ほぼ完全に民間の力で行われてきたという点で特徴あるものといえるだろう。また、こうした南奥駈道再興の活動を通じて、同会は青岸渡寺（和歌山県那智勝浦町）の副住職・高木亮英による、順峯（熊野から吉野を目指す）による奥駈修行の復興を支援し、1988年（昭和63年）の再興に大きく寄与した。

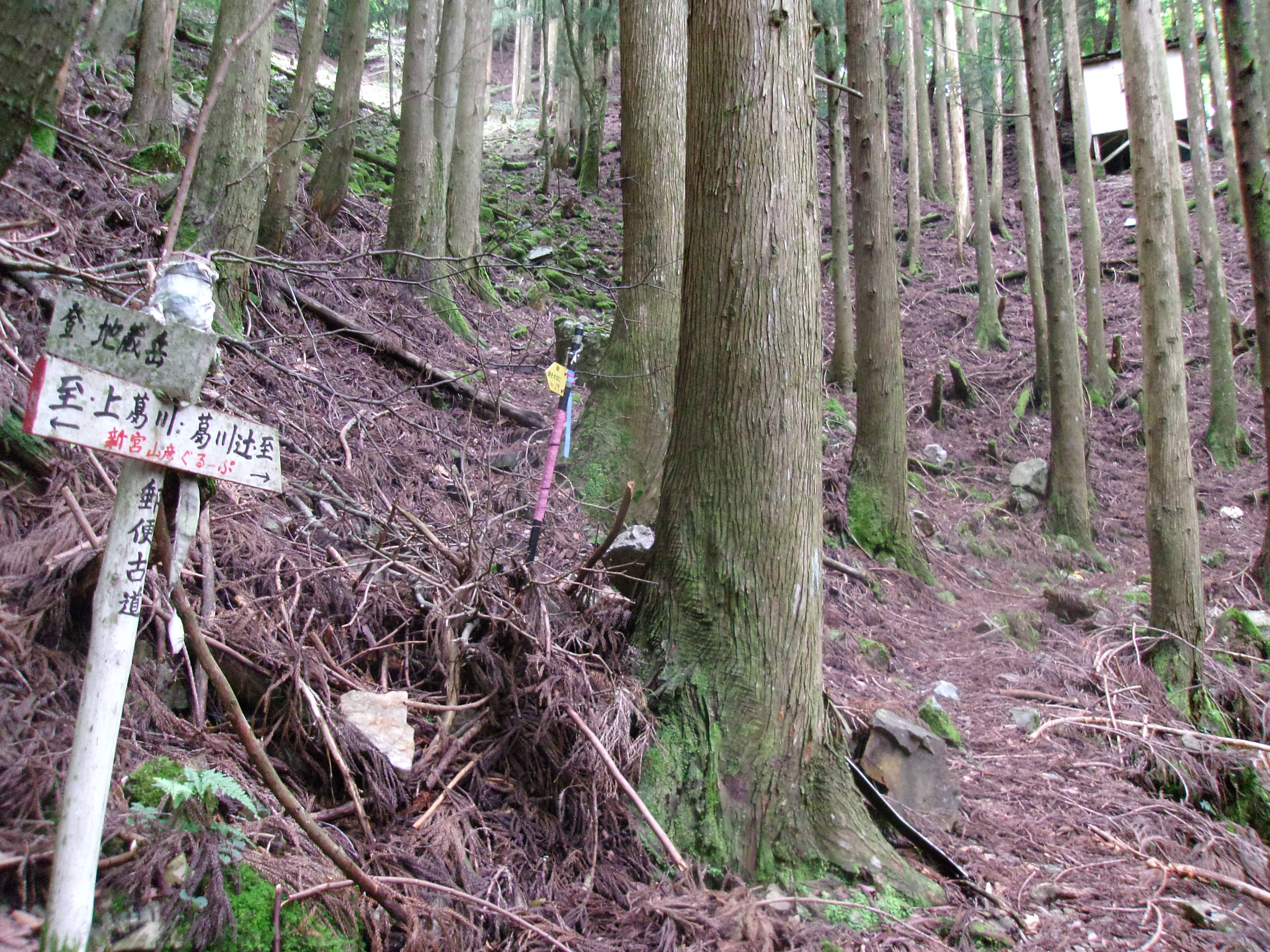
奥駈道～上葛川の郵便古道
道標に新宮山彦ぐるーぷ名明示

こうして再興された南奥駈道だが、刈り払いを続けなければ再び草に埋もれてしまう。そのため、同会は南奥駈道の整備を続けており、その活動を修験道の千日回峰行になぞらえて「千日刈峰行」と呼んでいる。また、持経宿・行仙宿・平治宿の3つの山小屋も同会により維持管理され続けている。こうした業績に対し、2004年、シチズンよりシチズン・オブ・ザ・イヤー（シチズン賞）が授与された。

## 奥駈道以外の整備
新宮山彦ぐるーぷの活動は南奥駈道の再興と整備・保全ばかりが注目されているが、奥駈道以外の山道の整備も行っている。例えば奥駈道第18靡（なびき）の笠捨山と第17靡の槍ガ岳との間にある葛川辻から十津川村の上葛川へ下りる分岐路（郵便古道）の整備などが上げられる。上葛川には十津川からの路線バスや民宿があることから、奥駈道との接点の役割を担うだけでなく、一帯の林業従事者にとっては林道として糧を得るための生活道路にもなっている。

## 注
1. ↑  宇江[2004: 64]
2. 1 2  和歌山県[2005: 27]
3. 1 2 3  福本[2005: 214-216]
4. 1 2 3  宇江[2004: 65]
5. ↑  福本[2005: 220-221]
6. 1 2  山と渓谷社大阪支局[2004]
7. ↑  宇江[2004: 43, 64-65]
8. ↑  
読売新聞 (2006年5月17日). “熊野修験”. 読売オンライン. 2007年10月22日時点のオリジナルよりアーカイブ。2008年1月5日閲覧。
9. ↑  例えば、2004年（平成14年度）の活動では、81回の行事のうち通常の山行は7回に過ぎず、あとはすべて南奥駈道の登山環境整備に充てられている[山と渓谷社大阪支局 2004]。
10. ↑  #外部リンク参照

## 文献
- 福本武久、2005、『夢があるから、がんばれる - 無名の「よき市民」たちの生きざま』、PHP研究所 ISBN 4569642977
- 宇江敏勝、2004、『熊野修験の森 - 大峯山脈奥駈け記』、新宿書房（宇江敏勝の本・第2期） ISBN 4880083070
- 山と渓谷社大阪支局、2004、『大峰山脈・大台ヶ原』、山と渓谷（ヤマケイ関西 No.4） ISBN 4635921832
- 和歌山県広報室、2005、「高野の火まつり - 新宮山彦ぐるーぷ」、『連』vol.11、和歌山県 pp.25-29. → オンライン版（PDF版/HTML版）
- 「「世界遺産」後押し - 新宮山彦ぐるーぷ「大峯奥歩道」守り20年」、朝日新聞（2004年7月25日付）